# Regierung Kostow
Das Kabinett Kostow stellte die 84. Regierung Bulgariens dar und regierte vom 21. Mai 1997 bis zum 24. Juli 2001. Die Regierung wurde von den Vereinigten Demokratischen Kräften gebildet, einem Wahlbündnis unter Führung der Union der Demokratischen Kräfte (kurz SDS), nachdem sie bei der Parlamentswahl 1997 mit 49,15 % der Stimmen und 137 (von 240) Sitzen in der Nationalversammlung einen Erdrutschsieg errungen hatten. Vorsitzender des Kabinetts war der SDS-Führer Iwan Kostow, der die Kabinettsposten zwischen seiner Partei und seinen Verbündeten aufteilte. Dies war bis heute der größte Sieg seit dem Ende des Kommunismus in Bulgarien im Jahr 1990. Kostows Regierung war die erste seit 1990, die ihre vierjährige Amtszeit vollständig ableistete und nach der Regierung Dimitrow, die zweite unter der Führung der SDS.

## Ausgangslage
Bei den vorangegangenen Parlamentswahlen 1994 gewannen die Ex-Kommunisten mit der Bulgarischen Sozialistischen Partei unter Schan Widenow die Mehrheit der Sitze im Parlament und die Anzahl der Abgeordnete der Union der Demokratischen Kräfte reduzierte sich auf 69. Bis zur Parlamentswahl 1997 hatte die Demokratiebewegung in Bulgarien nur unter Filip Dimitrow eine Regierung gebildet, welche ein knappes Jahr (1991–1992) regierte. Das Blatt wendete sich jedoch nach dem wirtschaftlichen Zusammenbruch im Winter 1996–1997 der Massenproteste gegen die Sozialisten im gesamten Land zur Folge hatte welche von dem Wahlbündnis Vereinte Demokratischen Kräfte unterstützt wurden. Das Bündnis wurde von der SDS und andere Oppositionsparteien gebildet, welche eine neue Regierung und vorgezogene Neuwahlen forderten. Schließlich beugten sich die Sozialisten dem Druck und willigten ein. Die Regierung Widenow musste zurücktreten und es wurde unter dem Bürgermeister von Sofia, Stefan Sofijanski eine Interimsregierung gebildet und für April 1997 vorgezogene Parlamentswahlen angesetzt. Das Ergebnis war ein Erdrutschsieg für das Wahlbündnis angeführt von Iwan Kostow.

## Anfangskabinett
| Amt                                                  | Bild | Name                                                      | Partei     |
| ---------------------------------------------------- | ---- | --------------------------------------------------------- | ---------- |
| Ministerpräsident                                    |      | Iwan Kostow                                               | SDS        |
| Stellvertretende Ministerpräsidenten                 |      | Aleksandar Boschkow Wesselin Metodiew Ewgeni Bakardschiew | SDS DP SDS |
| Außenminister                                        |      | Nadeschda Michailowa                                      | SDS        |
| Minister für Inneres                                 |      | Bogomil Bonew                                             | SDS        |
| Minister für Bildung und Wissenschaft                |      | Wesselin Metodiew                                         | DP         |
| Finanzminister                                       |      | Murawej Radew                                             | SDS        |
| Justizminister                                       |      | Wassil Gotsew                                             | DP         |
| Verteidigungsminister                                |      | Georgi Ananiew                                            | SDS        |
| Minister für Landwirtschaft, Wälder und Agrarreform  |      | Wentsislaw Warbanow                                       | BANU       |
| Minister für Verkehr                                 |      | Wilhelm Kraus                                             | SDS        |
| Minister für Staatsadministration                    |      | Mario Tagarinski                                          | SDS        |
| Minister für Umwelt und Gewässer                     |      | Ewdokija Manewa                                           | SDS        |
| Minister für Gesundheit                              |      | Petar Bojadschiew                                         | unabhängig |
| Minister für Kultur                                  |      | Emma Moskowa                                              | unabhängig |
| Minister für Tourismus und Handel                    |      | Walentin Wassilew                                         | SDS        |
| Minister für Wirtschaft                              |      | Aleksandar Boschkow                                       | SDS        |
| Minister für Arbeit und Sozialpolitik                |      | Iwan Nejkow                                               | SDS        |
| Minister für regionale Entwicklung und Infrastruktur |      | Ewgeni Bakardschiew                                       | SDS        |